# Арсеній (Ґловнєвський)
Арсеній Ґловнєвський гербу Голобок (світське ім'я Андрій Ґловнєвський, пол. Arseniusz Główniewski herbu Hołobok; бл. 1748, Верба — 8 травня 1798, Голоби) — греко-католицький церковний діяч, василіянин, єпископ Берестейської єпархії Руської унійної церкви (1798).

## Життєпис

Голобок — герб роду Ґловнєвських

Народився в селі Верба на Волині в шляхетській сім'ї гербу Голобок (пол. Hołobok / Hołobóg).
Навчався у Віленській Академії, після чого був призначений префектом і вчителем василіянської колегії у Володимирі (1774). Відомо, що у 1782 році був ректором цієї колегії. У 1780-х роках виконував також функції аудитора єпархії.
26 квітня 1791 призначений єпископом-коад'ютором Володимирсько-Берестейської єпархії і титулярним єпископом Берестя. У 1795 році указом Катерини ІІ єпархія була скасована і відповідно єпископи звільнені зі своїх урядів. Аж на початку 1798 року по відновленні єпархії, але вже як Берестейської, Арсеній Ґловнєвський став її першим єпархом.
5 листопада 1795 року висвятив на священника Михайла Пивницького, пізнішого Луцько-Житомирського римо-католицького єпископа.
Помер 8 травня 1798 року — кілька місяців після призначення. Похований на католицькому цвинтарі в Голобах.